# Галя Кондева
Галя Георгиева Кондева-Мънкова е българска лекарка и служебен министър на здравеопазването на България.

## Биография
Родена е на 24 декември 1963 година в град Разлог, България. Завършва магистратура по медицина в Медицински университет – София и магистратура по икономика – бизнес администрация със специализация „Здравен мениджмънт“ в Университета за национално и световно стопанство (УНСС). Придобива специалности по вътрешни болести и клинична хематология.
Известно време е изпълнителен директор на „Специализирана болница за активно лечение на хематологични заболявания“ ЕАД – София. От 2022 година отново заема тази длъжност, след като преди това е два последователни мандата председател на Съвета на директорите на същото лечебно заведение.
Има дългогодишен опит като практикуващ лекар. През 1987 г. започва работа в Работническа болница – Бухово, а след 1995 г. – в Клиниката по гастроентерология към Пета градска болница – София. Работила е като асистент в Отделението по трансфузионна хематология в УМБАЛСМ „Н. И. Пирогов“ и като лекар в Клиниката по хематология в „Аджибадем Сити Клиник“ УМБАЛ „Токуда“ – София.
В периода 2017 – 2018 г. е директор на дирекция „Лекарствени продукти, медицински изделия, контрол по предписване и отпускане“ към Националната здравноосигурителна каса (НЗОК). Преди това е била началник-отдел, представител на държавата в Събранието на представителите и член на Управителния съвет на НЗОК.